# Мармалад
Мармалад е кулинарен продукт – сладкарско изделие, приготвен чрез варене от плодове /или плодова каша/ и захар, глюкоза, пектин и есенции. В английскоговорещите страни, както и в ЕС думата мармалад се използва, за да означи сладко от цитрусови плодове, най-често от портокали.

## Произход
Римляните научили от гърците, че варените дюли с мед, като изстинат се стягат (все още не знаели за плодовия пектин). Колумела (1 век пр.н.е.) в своя трактат „За земеделието“ описва конфитюр от дюли, който става първообраз на познатия мармалад.
Според Oxford English Dictionary, думата „мармалад“ се появява в английския през 1480, заимствана от френската marmelade, която на свой ред идва от португалската marmelada. Първоначално, според корена на думата, който е marmelo или дюля, се имало предвид сладко от дюли. В определен момент цитрусовите плодове изместват дюлите в състава на мармалада. През 15 век големи количества цитруси се внасяли от Испания и Португалия. Според най-популярната версия в края 18 век шотландски търговец от град Дънди внесъл от Севиля голямо количество портокали, които обаче се оказали твърде горчиви. Той искал да ги изхвърли, но неговата предприемчива съпруга се намесила и ги сварила със захар.
По-късно е разпространено схващането, че думата идва от "Marie malade", отнасяйки се до Мария Стюарт, кралицата на Шотландия, тъй като тя го използвала за лекарство за разстроен стомах, но това не е вярно.

## Днес
Според „Наредба за изискванията към плодовите конфитюри, желета, мармалади, желе-мармалади и подсладено пюре от кестени“ (ДВ, бр. 19, 2003) „мармалад“ може да се употребява единствено за продукт, получен от „вода, захари, пюре, сок и кори от цитрусови плодове, доведени до необходимата степен на сгъстяване“.
Това определение се разминава с общонародната представа за мармалада. Причината за това, е че думата мармалад е защитена от европейското законодателство и може да се употребява само за продукт, приготвен от цитрусови плодове, а ако е направен от други плодове, трябва да се нарича конфитюр или jam.
В България мармаладът е познат от векове, шипковият и ябълковият мармалад са класически хранителни продукти.